# 潮汐島

潮汐島示意圖

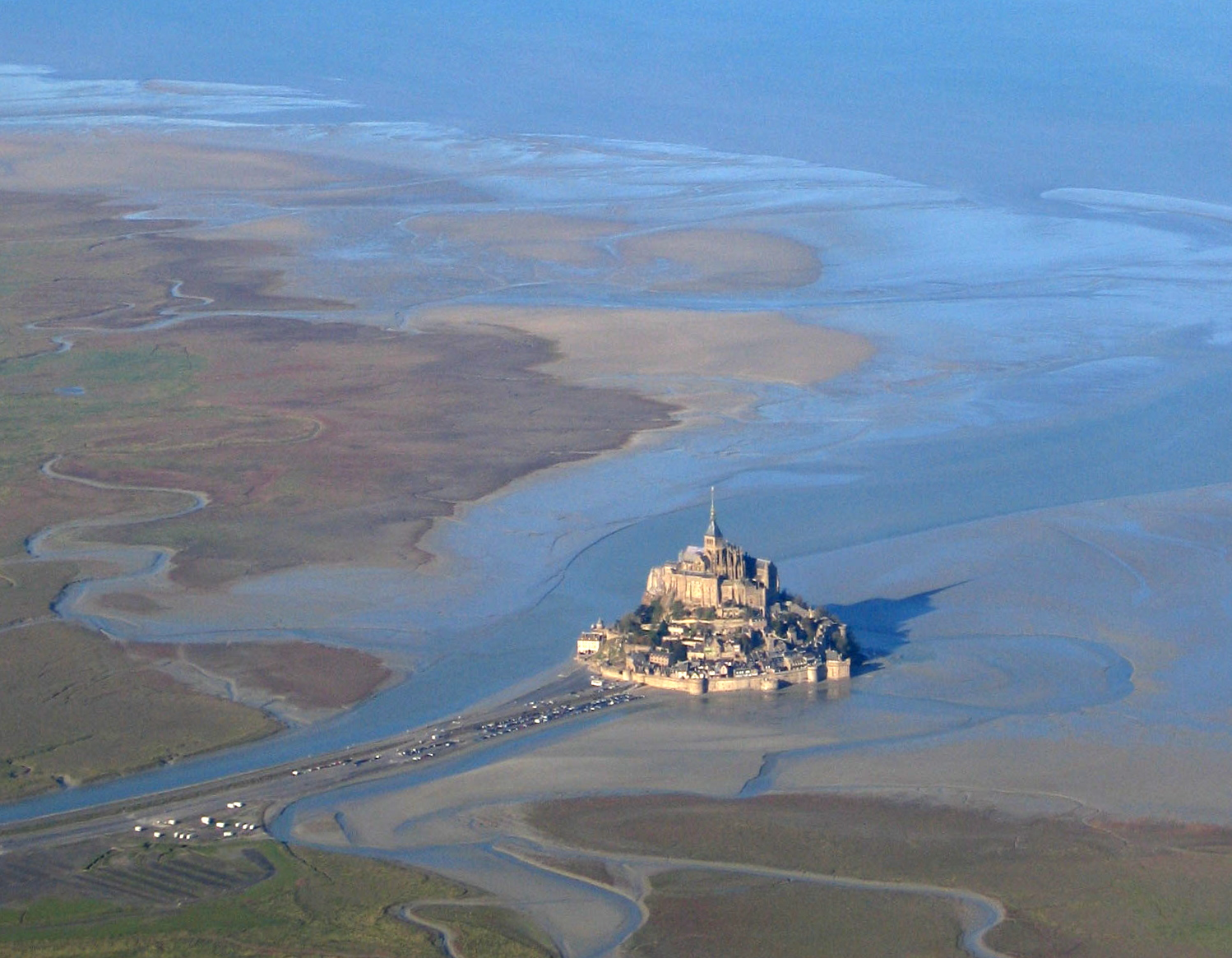
法國聖米歇爾山

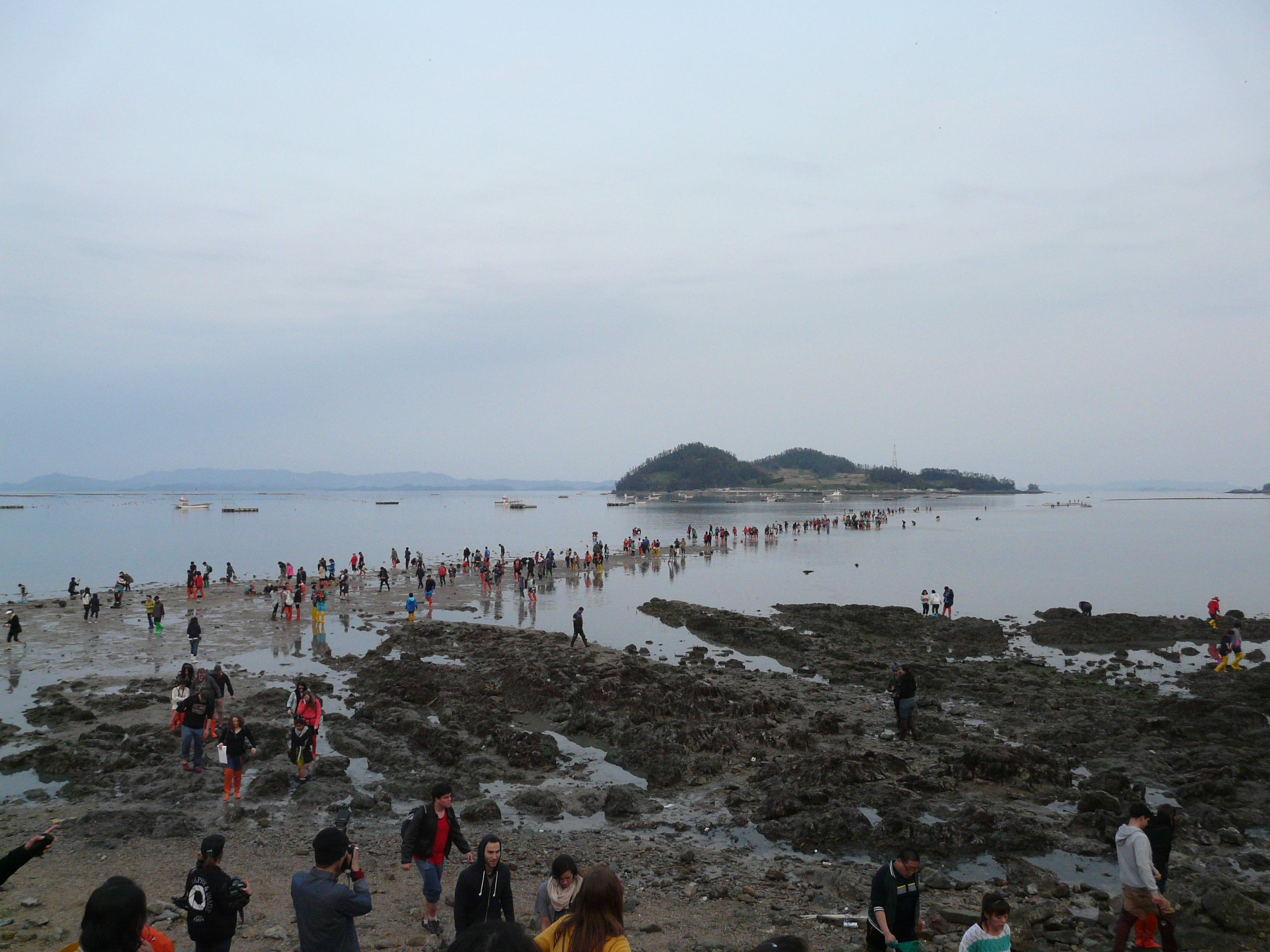
韓國珍島「摩西奇蹟」

潮汐島（英語：Tidal island），為島嶼的一種，這種島嶼的底部與陸地相連，在水位較低時，可直接由（通常為狹窄的）陸路前往，但漲潮時由於海水將較低處淹沒，便成為島嶼。由於這種現象引起人們的神秘感，在一些地方，人們用潮汐島作為宗教禮拜場所，較著名的為法國聖米歇爾山；而韓國珍岛則因讓人想起《舊約聖經》中摩西的故事，被称为“韩国的摩西奇迹”。